# Église Sainte-Marie-Madeleine de Port-Brillet
L'église Sainte-Marie-Madeleine de Port-Brillet est une église catholique située à Port-Brillet, dans le département français de la Mayenne.

## Localisation
L'église est située dans le bourg de Port-Brillet, place de l'église.

## Histoire
L'édifice a remplacé l'ancienne chapelle de la Magdeleine du Plessis de Milcent, érigée par Guy IV de Laval.

## Intérieur

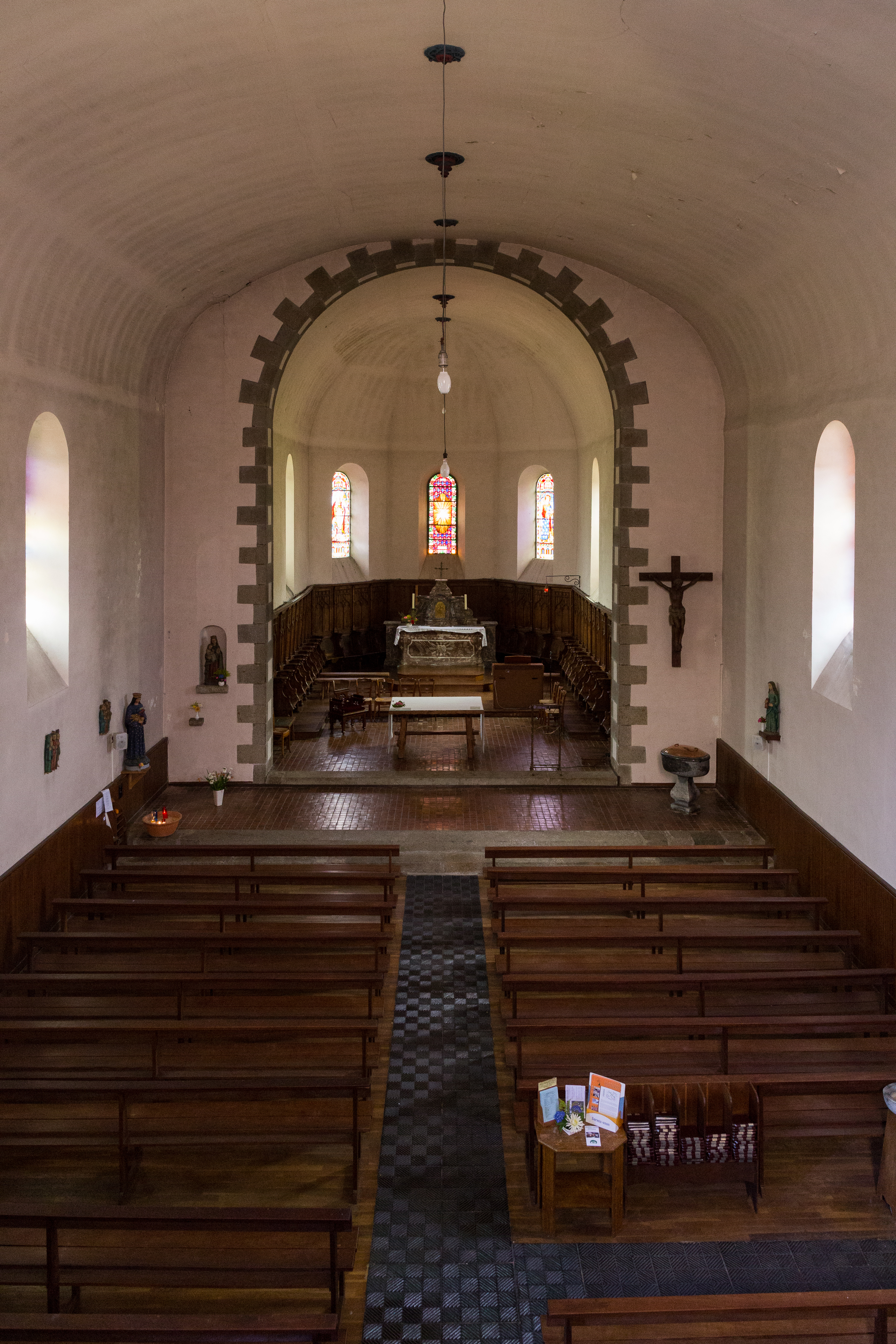
La nef, dont le sol est recouvert de fonte.

L'intérieur de l'église reflète l'influence locale de la famille d'Armand Chappée, industriel du XIXe siècle qui a acheté en 1882 la forge éponyme de Port-Brillet.
D'une part, les six vitraux mettent en scène la famille Chappée. Ils ont été réalisés par Albert Echivard du Mans et peints par Julien Chappée, le fils d'Armand, en 1928.
D'autre part, les colonnes de la tribune sont en fonte et le sol de la nef en sont recouverts. Cette fonte a été fabriquée à l'usine en 1886.